# Tybory-Olszewo
Tybory-Olszewo – wieś w Polsce położona w województwie podlaskim, w powiecie wysokomazowieckim, w gminie Wysokie Mazowieckie.
W latach 1975–1998 miejscowość administracyjnie należała do województwa łomżyńskiego.
Wierni kościoła rzymskokatolickiego należą do parafii św. Michała Archanioła w Jabłonce Kościelnej.

## Historia
Wieś założona prawdopodobnie w XV w. 
W pobliżu kilka innych wsi tworzących tzw. okolicę szlachecką Tybory. 
W roku 1827 miejscowość liczyła 11 domów i 102 mieszkańców. Pod koniec XIX w. wioska należała do gminy Chojane i parafii Jabłonka-Kościelna.
W roku 1921 we wsi naliczono 29 budynków z przeznaczeniem mieszkalnym oraz 181. mieszkańców (91. mężczyzn i 90 kobiet). Wszyscy zgłosili narodowość polską i wyznanie rzymskokatolickie.